# Calormen
Calormen (Engels: Calormen) is een fictief rijk uit Het paard en de jongen en Het laatste gevecht van De Kronieken van Narnia door C.S. Lewis.

## Ligging en geografie
Calormen ligt ten zuiden van Narnia en Archenland. Het land wordt van Archenland gescheiden door een gloeiendhete woestijn. In het oosten grenst Calormen aan de zee, wat er in het zuiden en westen is wordt niet vermeld. Aan de rand van de woestijn, op een eiland in de rivier, ligt de hoofdstad Tashbaan, waar de Tisrok regeert. Het is een zeer groot land: Narnia wordt door een Calormener beschreven als "slechts een vierde van onze kleinste provincie." Calormen is een zeer oorlogszuchtig rijk, dat voortdurend aan zijn grenzen oorlog voert en kleinere landen inpikt.

## Bevolking
Calormeners hebben meestal zwart haar en donkere ogen. Ze dragen Arabisch aandoende kleding (deze kenmerken zijn C.S. Lewis overigens op beschuldigingen van racisme komen te staan, omdat de Calormeners over het algemeen als "slechteriken" worden neergezet). De Tisrok is de keizer en heeft het opperste gezag. Daaronder komen zijn familie, en de Tarkaans, edellieden. Slavernij is normaal. De positie van de vrouw is in Calormen een stuk slechter dan in Narnia of Archenland: uithuwelijking komt zeer vaak voor, vooral onder de Tarkaans. Dat de partners soms 40 jaar in leeftijd kunnen verschillen, is niet relevant. De bevolking is echter absoluut niet als geheel slecht: uiteindelijk mogen verschillende Calormeners bij Aslan in zijn land wonen. De jonge Calormeense soldaat Emeth is hiervan een voorbeeld.
In Calormen komen over het algemeen -in tegenstelling tot Narnia- geen Sprekende Dieren voor.

## Het paard en de jongen
Hierin tracht prins Rabadash Archenland en Cair Paravel in te nemen om zo koningin Susan te dwingen met hem te trouwen. Hij lijdt in Archenland een nederlaag voor de poorten van Anvard, het kasteel van Archenland.

## Het laatste gevecht
Hierin probeert de Tarkaan Rishda, Narnia te veroveren, en wordt Cair Paravel uiteindelijk door een Calormese vloot platgebrand.